# GONGO
GONGO is een acroniem van de Engelse term government operated non-governmental organization, letterlijk vertaald een door een overheid bestuurde niet-gouvernementele organisatie (ngo). Het betreft organisaties die in feite geen ngo zijn, maar een instrument van vaak autoritaire staten om activiteiten van of vanwege de overheid indirect enige legitimiteit te verschaffen. Een GONGO kan zodoende bijvoorbeeld pro-overheidsinformatie verstrekken, zodanig dat het lijkt alsof de informatie van een onafhankelijke bron komt.
Voorbeelden van GONGO's zijn de Russische jeugdbeweging Nasji (Verenigd Rusland), de Japans-Koreaanse organisatie Chongryon (Noord-Koreaanse regering) en Guangdong Human Rights Association.